# Protesty rolników w Unii Europejskiej w 2024 roku
Protesty rolników w Unii Europejskiej w 2024 roku – seria protestów rolników, które uległy zaostrzeniu w grudniu 2023 roku w obliczu wprowadzenia postanowień zielonego ładu. Rolnicy protestują przeciwko niskim cenom płodów rolnych w skupie, proponowanym regulacjom środowiskowym (takim jak podatek węglowy (rolnictwo węglowe)), ograniczenie stosowania pestycydów o 50%, sprzeciw przeciwko wycofywaniu z obrotu i zakazie stosowania wybranych substancji aktywnych np. glifosat, ograniczenia emisji azotanów (dyrektywa azotanowa), oraz ograniczenia dotyczące zużycia wody (dyrektywa wodna), a także niekontrolowanemu importowi do Unii Europejskiej produktów rolnych z państw trzecich, przede wszystkim Ukrainy i państw Mercosuru (umowa UE-Mercosur). Protesty odbywają się w kontekście Wspólnej Polityki Rolnej, programu, w ramach którego Unia Europejska zapewnia rolnikom dotacje w wysokości 57 miliardów euro. Rolnicy twierdzą, że regulacje promują duże gospodarstwa rolne, stawiając małych rolników w kryzysowej sytuacji zagrożenia upadkiem. W zdecydowanej części protesty były inicjowane przez indywidualnych rolników i małe organizacje, a nie przez duże syndykaty rolników. Rolnicy wytykają także, że regulacje unijne stawiają ich w nierównej konkurencji wobec produktów rolnych które są importowane z innych krajów, w których regulacji takich nie ma (Chile, Nowej Zelandii czy Ukrainy).
W ramach Europejskiego Zielonego Ładu, który ma na celu osiągnięcie neutralności węglowej Unii Europejskiej do 2050 roku, rolnicy w systemie konwencjonalnym o areale powyżej 10 ha musieliby przeznaczyć 4% swoich najsłabszych gruntów ornych na cele nieprodukcyjne i zmniejszyć zużycie nawozów o 20%. W odpowiedzi na protesty Unia Europejska wycofała się z polityki uwzględnienia emisji w sektorze rolniczym w planie działania na rzecz klimatu do 2040 roku.

## Protesty rolników według państw
Oprócz wspólnych celów jak zmiany w regulacjach europejskich w każdym z krajów podnoszone są specyficzne dla danego kraju postulaty. Protesty rolników polegają często na blokadach ulic i protestach jednak w poszczególnych krajach przyjmują czasem inną postać. Zdarzają się również strajki okupacje, demonstracje i tworzenie przez rolników barykad, zwłaszcza w Holandii i Francji.

### Belgia
Protesty belgijskich rolników rozpoczęły się 1 lutego 2024 roku. Belgijscy rolnicy protestowali z powodu niskiego poziomu życia i znacznie niższych dochodów niż wcześniej. Kilka kluczowych protestów miało miejsce w Dzielnicy Europejskiej w Brukseli wokół Parlamentu Europejskiego.

### Francja
We Francji rolnicy protestowali przeciwko propozycjom zniesienia ulg podatkowych dla oleju napędowego.

### Holandia
W Holandii rolnicy protestowali przeciwko ograniczeniu emisji azotu.

### Niemcy
Protesty rolników w Niemczech rozpoczęły się 16 grudnia 2023 roku w odpowiedzi na stopniowe wycofywanie przez rząd niemiecki ulg w podatku od środków transportu i dopłat do oleju napędowego. Niemieckie partie opozycyjne, takie jak Alternatywa dla Niemiec i Unia Chrześcijańsko-Demokratyczna, poparły protestujących rolników.

### Polska
W Polsce strajki są organizowane przez: NSZZ „Solidarność” RI, OPZZ oraz w 90% przez niezależnych rolników.
20 lutego 2024 roku rolnicy otworzyli dwa ukraińskie wagony towarowe na przejściu granicznym w Medyce i wysypali zboże na tory. Rolnicy protestowali przeciwko nieuczciwej konkurencji ze strony ukraińskiego Rolnictwa, które jest wysoko zorganizowane, skoncentrowane, ma międzynarodowe poparcie polityczne m.in. koncernów produkujących żywność, na żadnym etapie produkcji żywności nie musi spełniać standardów obowiązujących rolników Europejskich. Rolnicy zwracają uwagę, że kolejne ograniczenia rolnictwa konwencjonalnego w związku z Europejską polityką Zielonego Ładu doprowadzą w niedalekiej przyszłości do powstania zagrożenia bezpieczeństwa żywnościowego Europy, ich protesty spotkały się z sympatią słowackich i czeskich rolników.
27 lutego 2024 roku w Warszawie odbył się „Marsz gwiaździsty”, w którym oprócz rolników protestowali również górnicy i myśliwi, zaś drugi marsz rolników w Warszawie miał miejsce 6 marca 2024 roku. 20 marca 2024 roku odbył się Ogólnopolski Strajk Generalny.
6 marca 2024 roku o godzinie 11:00 przed budynkiem Kancelarii Prezesa Rady Ministrów odbył się protest rolników, podczas którego miała miejsce policyjna prowokacja w wyniku której doszło do starć z Policją przed budynkiem Parlamentu Rzeczypospolitej Polskiej.
Według badań Ipsos dla OKO.press protesty rolników w Polsce popiera 78% badanych. Podobne wyniki przyniósł sondaż IBRIS dla Rzeczpospolitej.

## Reakcje

### Rządowe
- Emmanuel Macron wezwał europejskich przywódców do przeprowadzenia reformy sektora rolnego i zagwarantowania rolnikom uczciwych cen.[25] Gabriel Attal, premier Francji, ogłosił pakiet pomocowy o wartości 160 milionów dolarów dla francuskich rolników potrzebujących pomocy finansowej[49].
- Niemiecki federalny minister finansów Christian Lindner powiedział, że niemiecki rząd nie może sobie pozwolić na pomoc rolnikom[50].

### Unia Europejska
- Unia Europejska przychyliła się do niektórych żądań rolników, zwłaszcza polskich, zgadzając się na wprowadzenie limitu bezcłowego importu ukraińskiego zboża[51][52][53].